# Notopsalta sericea
Notopsalta sericea är en insektsart som först beskrevs av Walker 1850.  Notopsalta sericea ingår i släktet Notopsalta och familjen cikador. Inga underarter finns listade i Catalogue of Life.